# District de Mabote
Le district de Mabote est une subdivision administrative de la province d'Inhambane au nord du Mozambique. En 2007, sa population est de 45 101 habitants.

## Source de la traduction
- (en) Cet article est partiellement ou en totalité issu de l’article de Wikipédia en anglais intitulé « Mabote District » (voir la liste des auteurs).